# Санта-Сабіна

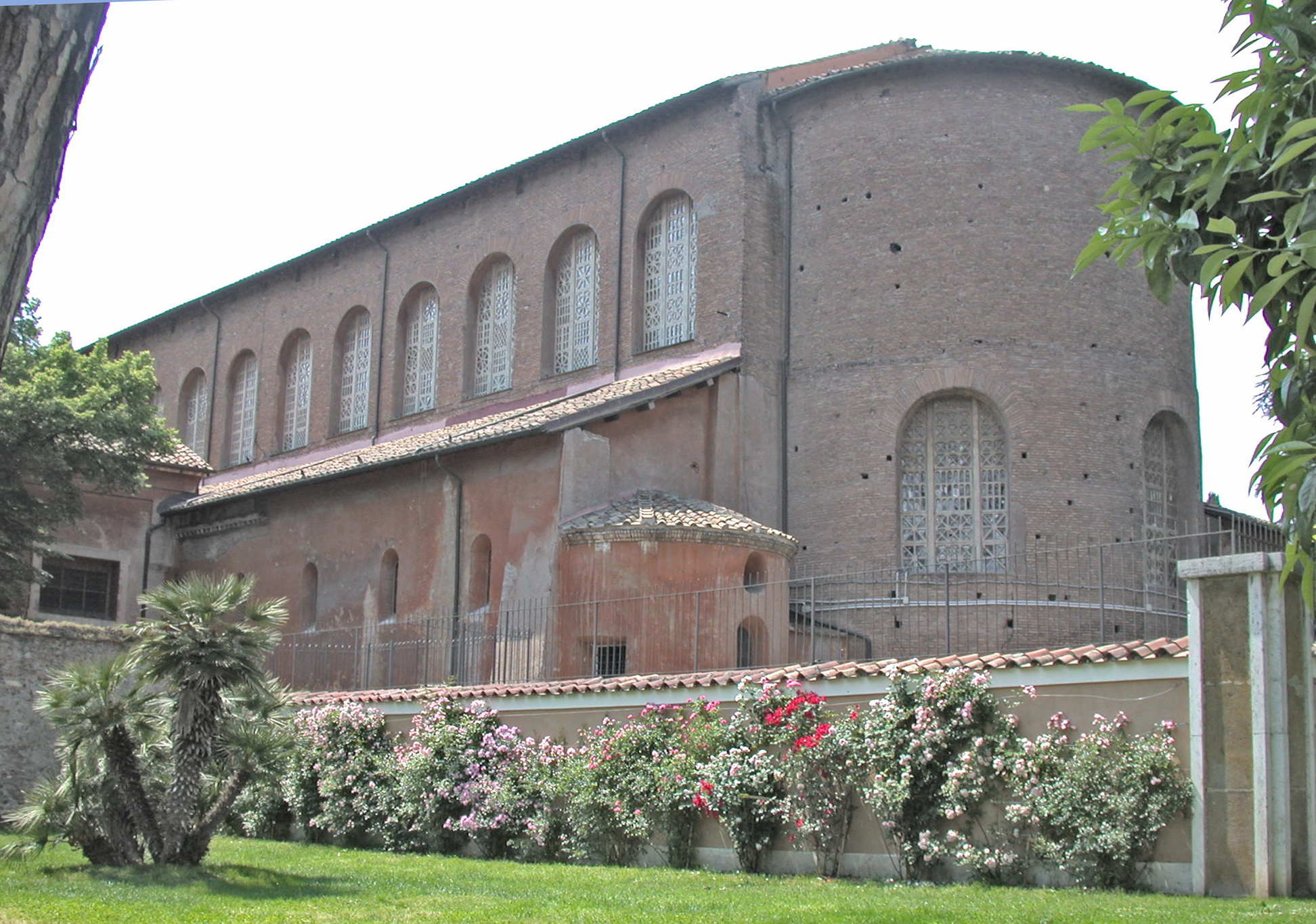
Санта-Сабіна

Санта-Сабіна (італ. Santa Sabina all'Aventino) — головна церква ордена домініканців. Розташована на вершині Авентіну в Римі на південний захід від Circus Maximus. Побудована в 422–32 роках за часів папи Целестина I.
Церква названа в честь святої Сабіни, яка загинула смертю мучениці у 125 році. Побудована за переказами на місці де стояв її будинок. Представляє класичний тип пізньоримських церков. Оздоблення храму підкреслено невибагливе. Дерев'яні двері базиліки збереглися з V століття. Дзвіниця була прибудована у X столітті.

## Титулярна церква
Церква Святої Сабіни є титулярною церквою, кардиналом-священником з титулом церкви Святої Сабіни з 29 січня 1996 року, є словацький кардинал Йозеф Томко.

## Галерея

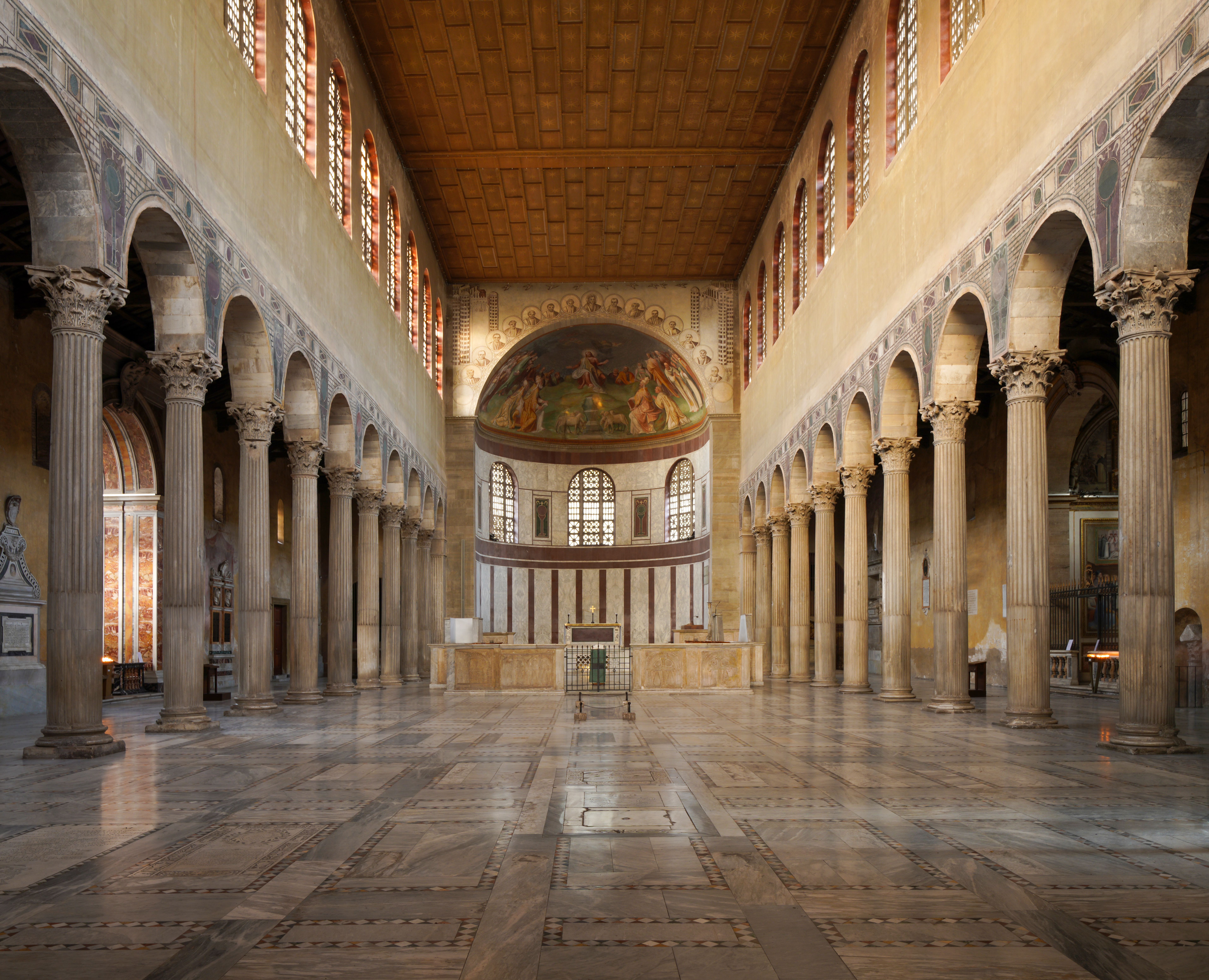
Інтер'єр
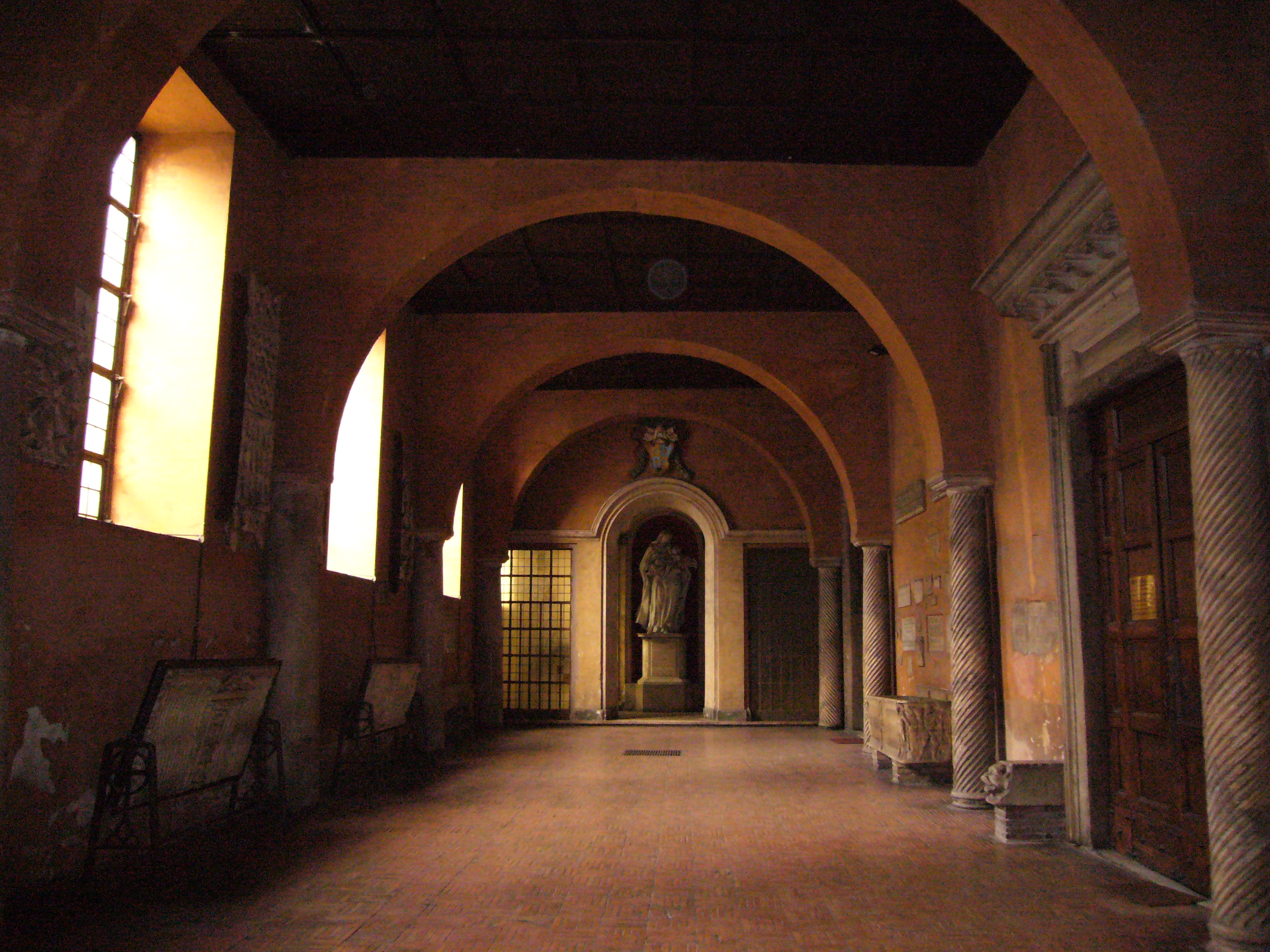
Атрій
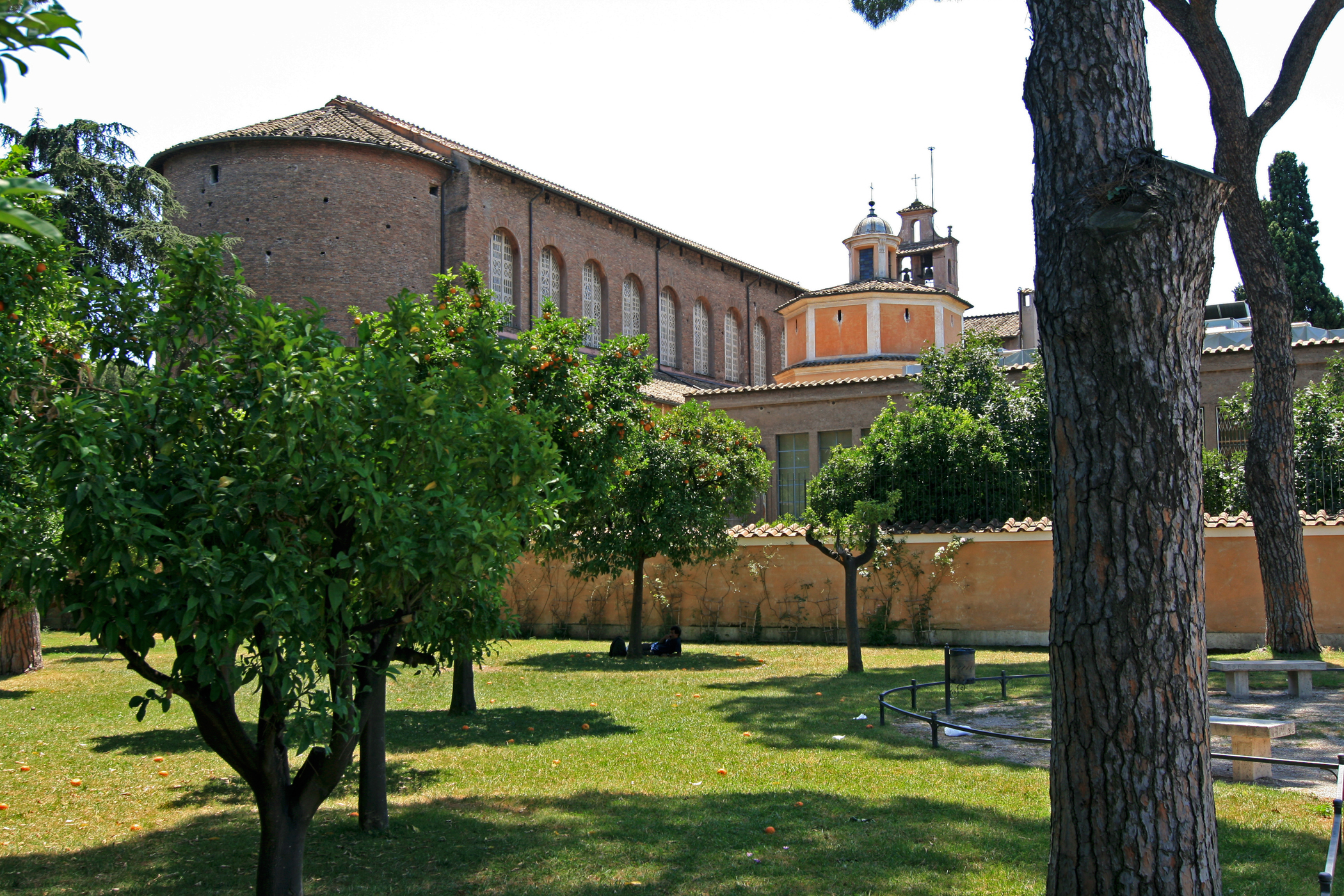
Вид з садів дельі Аранчі
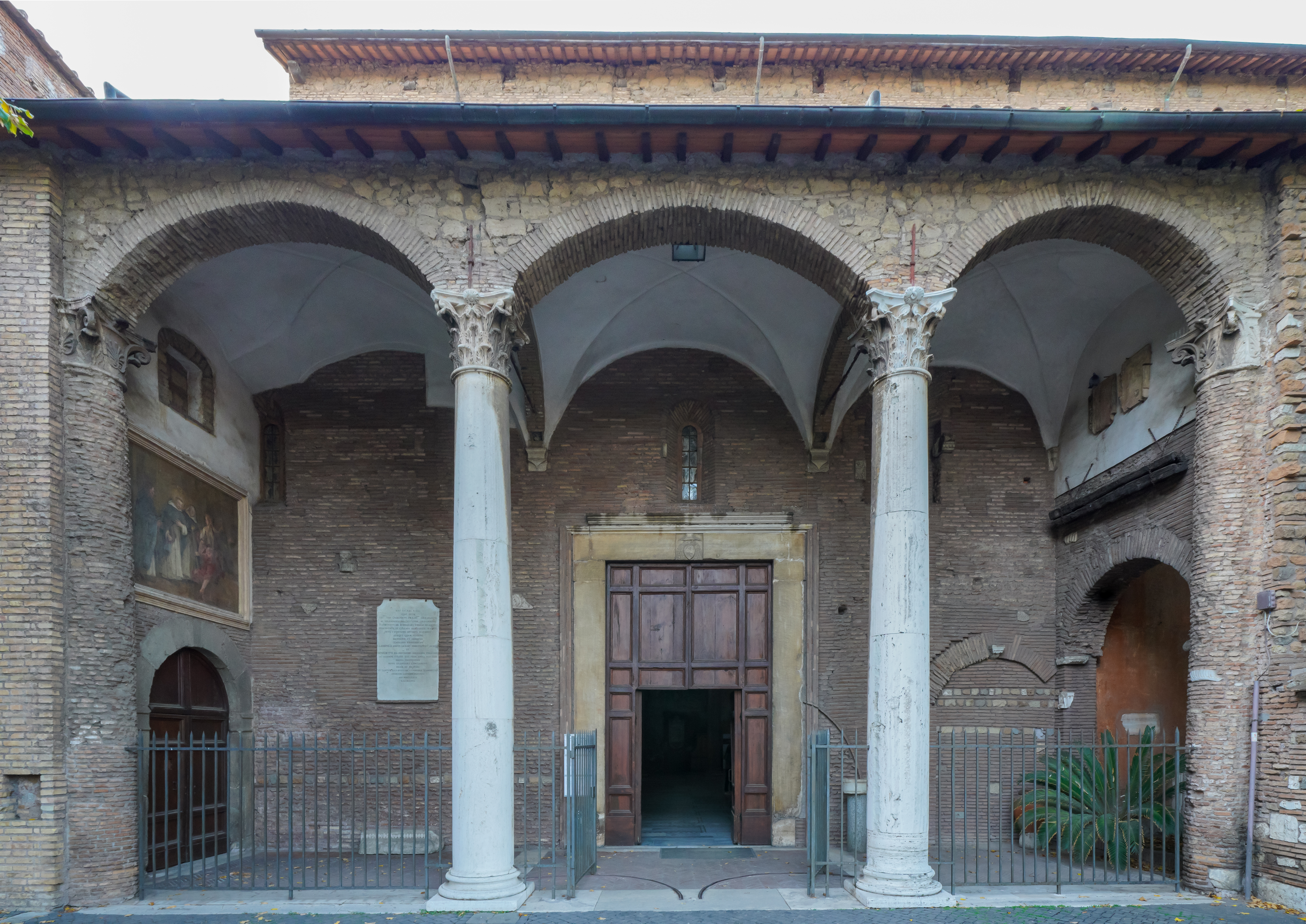
Портик
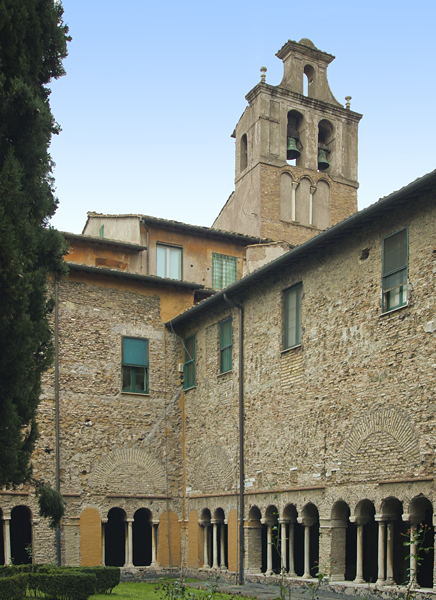
Дзвіниця
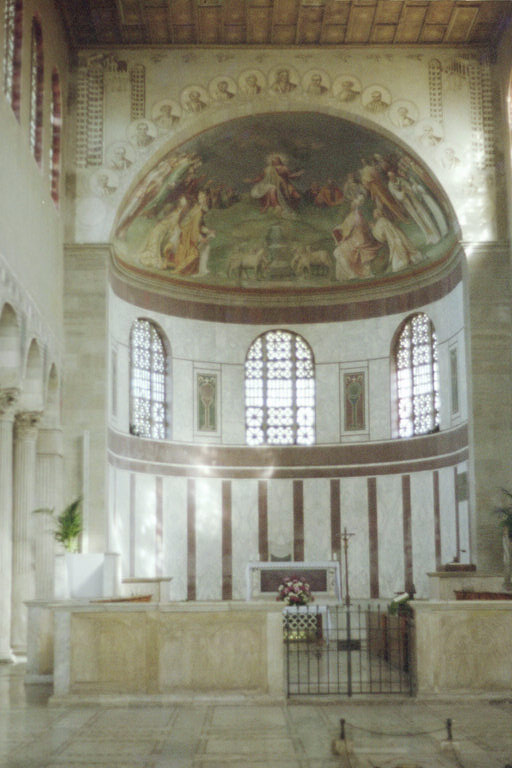
Апсида
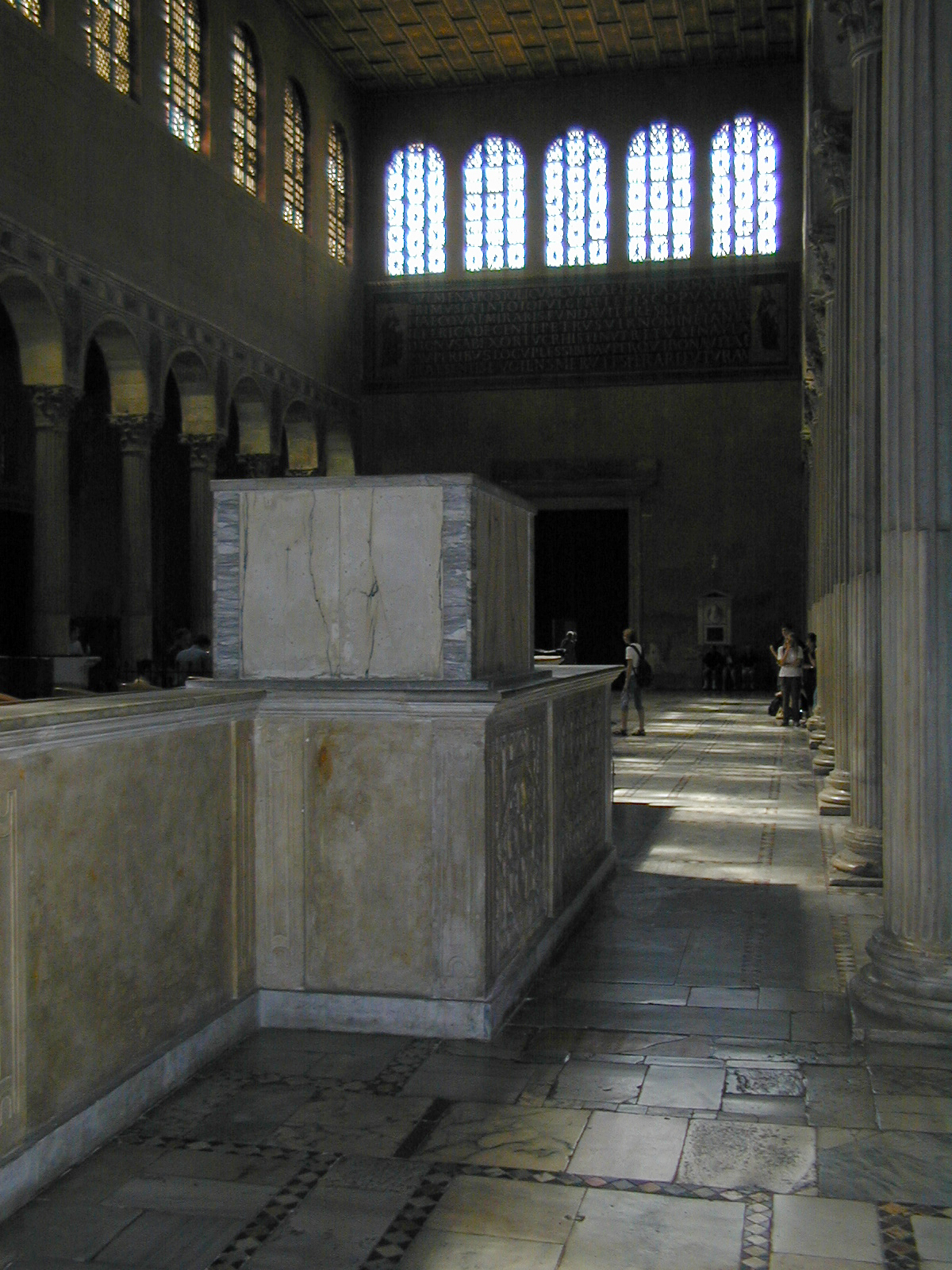
Інтер'єр
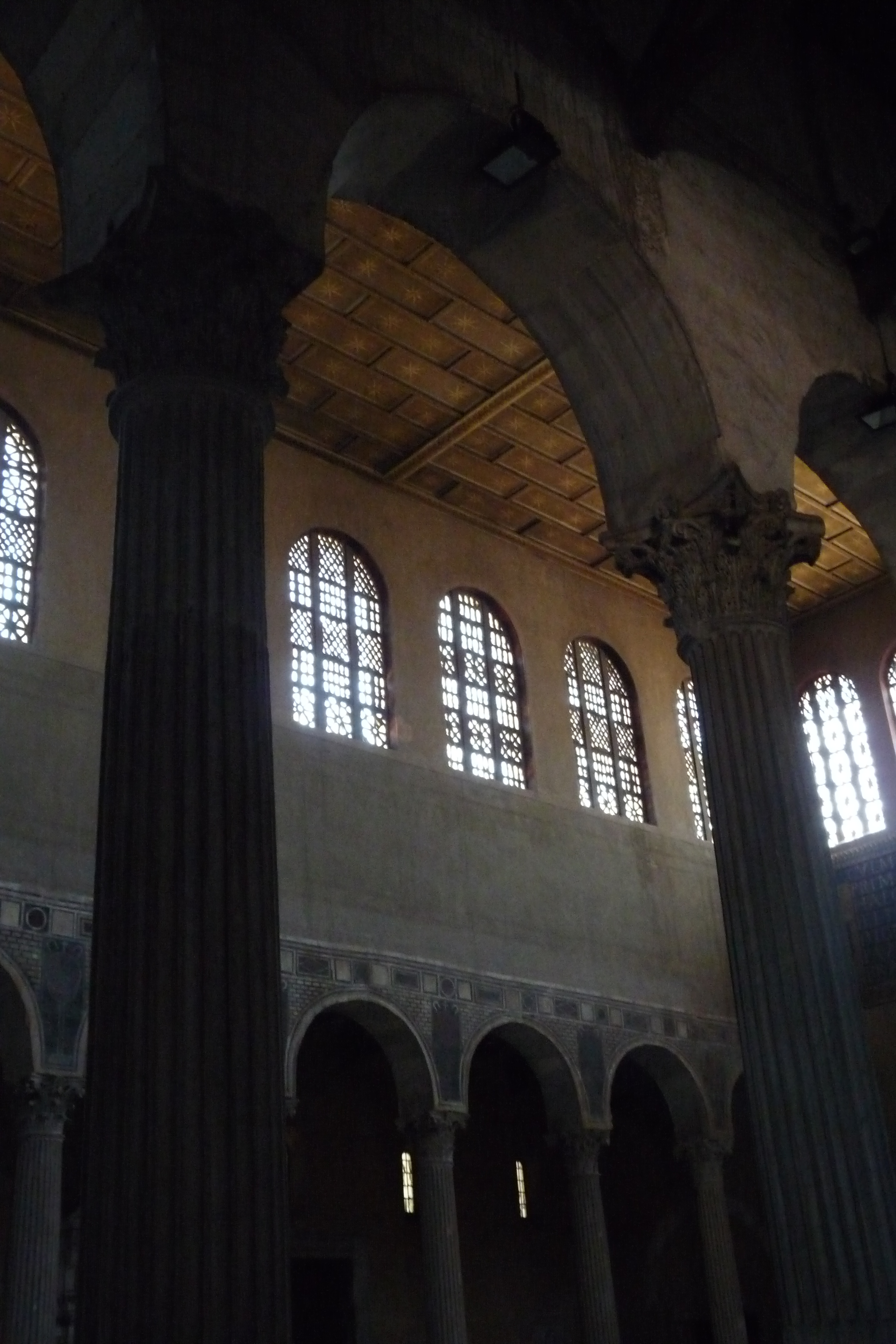
Інтер'єр
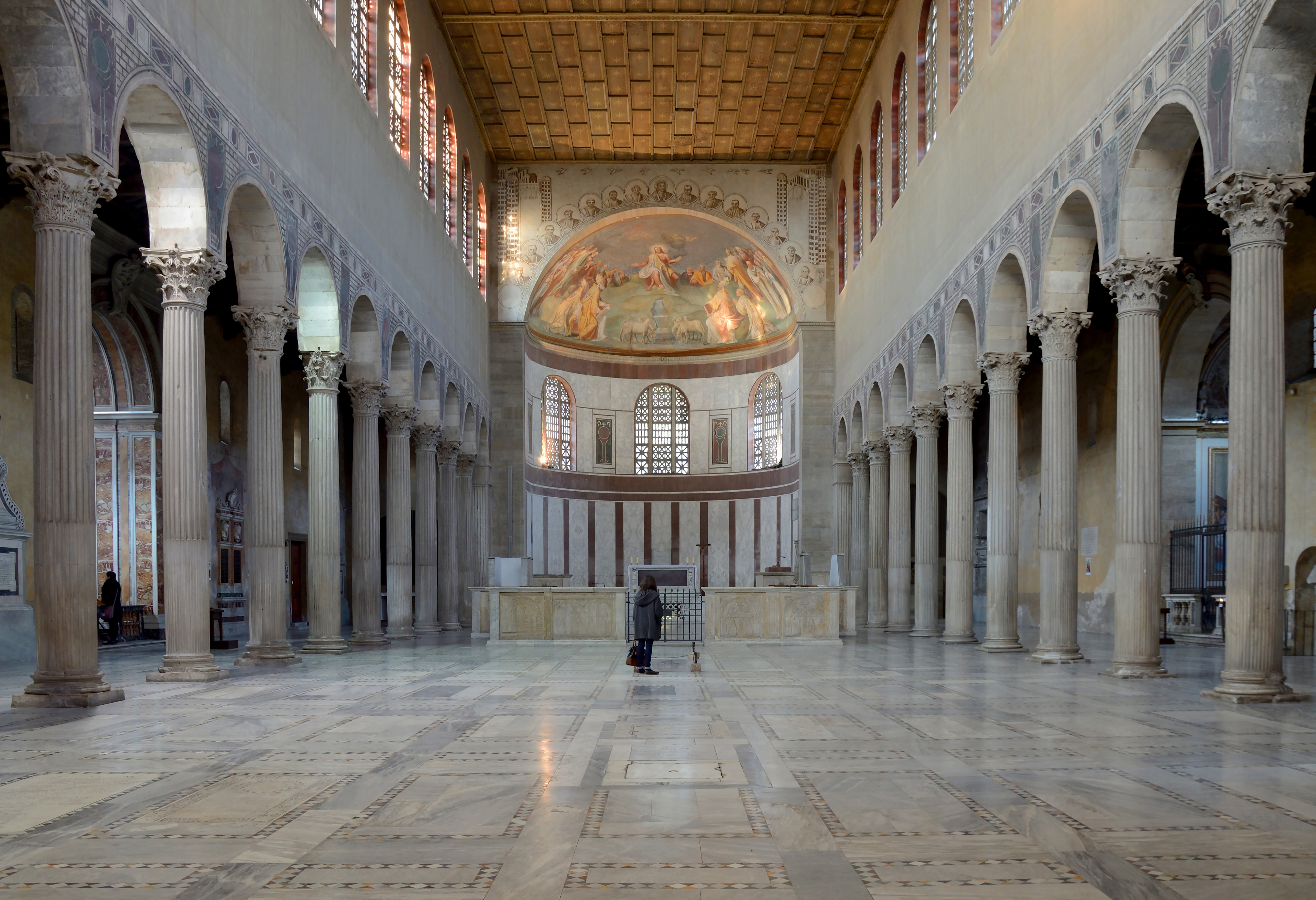
Головна нава
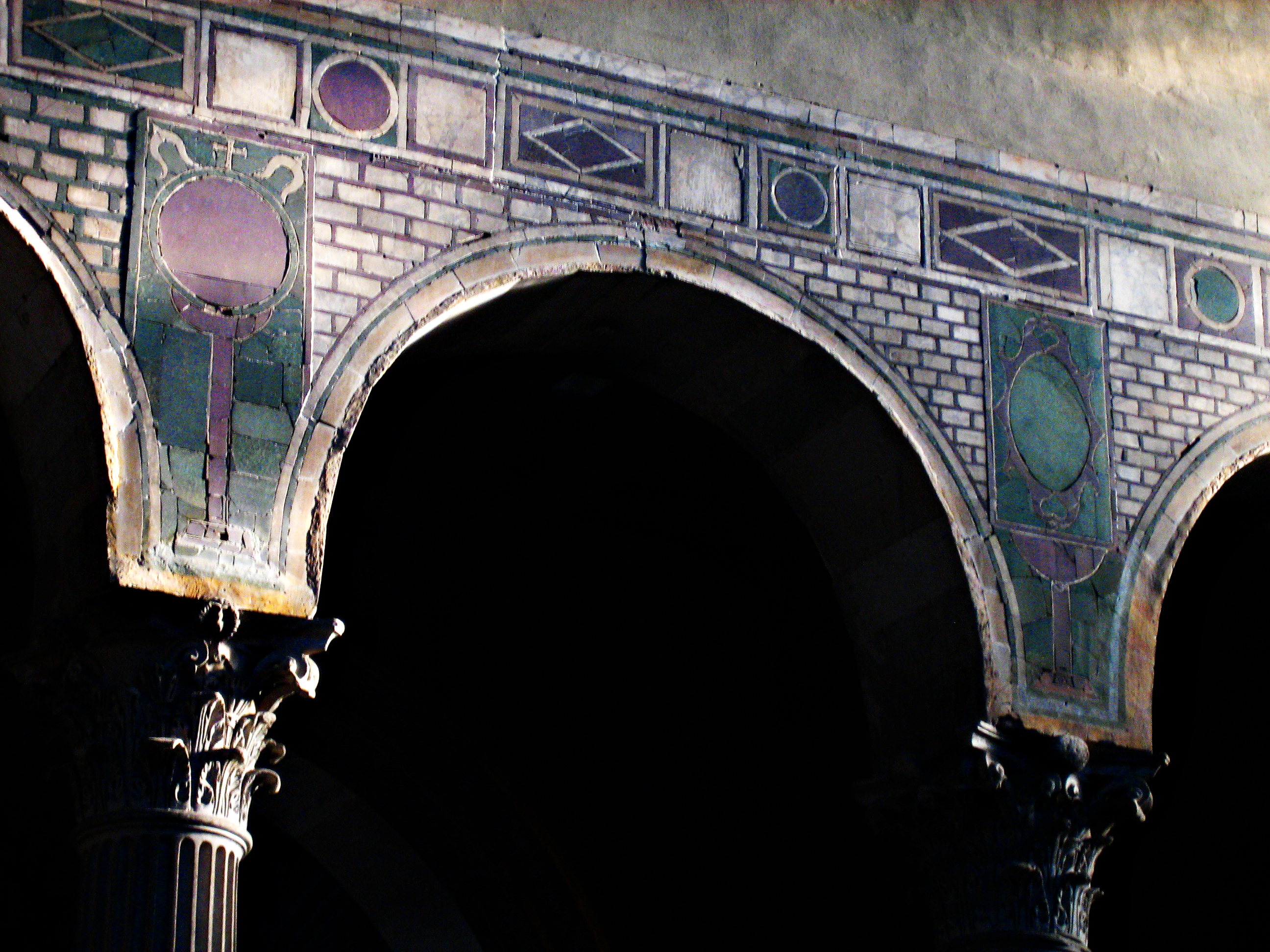
Головна нава